# Hit/Miss
Albums de Peter Gabriel
Up
(2002) Big Blue Ball
(2008)
Compilations de Peter Gabriel
Shaking the Tree
(1990) Rated PG
(2019)
Hit/Miss est une compilation de deux CD de chansons de Peter Gabriel parue en novembre 2003. Le premier disque comprend des grands succès du musicien tandis que le second est une collection de chansons qu'il affectionne mais qui n'ont pas atteint nécessairement le sommet des palmarès.

## Parutions
Cette collection est publiée en Europe et en Amérique du Nord, le premier disque à l'identique mais le second avec des variations dans les titres. La version publiée en Allemagne utilise les chansons chantées en allemand des disques Peter Gabriel - Ein deutsches Album et Deutsches Album et la pochette liste tous les titres traduits. De plus, le second disque possède aussi des variations dans le choix des chansons dont, à l'instar de la version américaine, l’omission de A Different Drum de la bande-son Passion.
Cette compilation regroupe les chansons de tous les disques, de l'album Peter Gabriel dit Car de 1977 à l'album Up, paru en 2002 en plus de quelques titres inédits telles des chansons tirées de bandes sonores de films.

## Liste des chansons
Tous les titres sont signés Peter Gabriel sauf indication contraire.

Hit - Disque 1
1. Solsbury Hill (4:23)
2. Shock the Monkey (3:59)
3. Sledgehammer (4:51)
4. Don't Give Up (5:55)
5. Games Without Frontiers (3:57)
6. Big Time (4:28)
7. Burn You Up, Burn You Down (5:26) (Peter Gabriel, Neil Sparkes et Karl Wallinger)
8. Growing Up (Tom Lord-Alge Mix) (4:48)
9. Digging in the Dirt (5:15)
10. Blood of Eden (Radio Edit 5:06)
11. More Than This (Radio Edit 4:33)
12. Biko (6:58)
13. Steam (Radio Edit 6:02)
14. Red Rain (5:39)
15. Here Comes the Flood (version de 1990) (4:32)

Miss - Disque 2
 
L'astérisque dénote une chanson qui n'est pas commune à toutes les versions.

Version britannique
1. San Jacinto (6:31)
2. No Self-Control (3:54) *
3. Cloudless (4:47)
4. The Rhythm of the Heat (5:19)
5. I Have the Touch (4:19) *
6. I Grieve (7:24)
7. D.I.Y. (2:38) *
8. A Different Drum (4:47) *
9. The Drop (3:03)
10. The Tower That Ate People (Steve Osborne Mix 4:06)
11. Lovetown (5:23)
12. Father, Son (4:57)
13. Signal To Noise (7:34)
14. Downside Up (Live 5:32)
15. Washing of the Water (3:54) *[1]

Version américaine
1. San Jacinto (6:31)
2. I Don't Remember (4:32) *
3. The Rhythm of the Heat (5:19)
4. Love to Be Loved (5:17) *
5. I Grieve (7:25)
6. Family Snapshot (4:29) *
7. In Your Eyes (5:29)
8. The Drop (3:04)
9. The Tower That Ate People (4:04)
10. Lovetown (5:21)
11. Father, Son (4:55)
12. Signal to Noise (7:33)
13. Downside Up (5:33)
14. Cloudless (4:47)

Version allemande
1. San Jacinto (6:31)
2. Not One of Us (5:22) *
3. Cloudless (4:47)
4. The Rhythm of the Heat (5:19)
5. I Have the Touch (4:19) *
6. I Grieve (7:24)
7. Lay Your Hands on Me (6:03) *
8. The Drop (3:03)
9. The Tower That Ate People (Steve Osborne Mix 4:06)
10. Lovetown (5:23)
11. Father, Son (4:57)
12. Signal To Noise (7:34)
13. Downside Up (Live 5:32)
14. Family Snapshot (4:28) *